# Baddesley Ensor
Pour les articles homonymes, voir Baddesley et Ensor.
Baddesley Ensor est un village et une paroisse civile du Warwickshire, en Angleterre.

## Toponymie
Baddesley est un toponyme d'origine vieil-anglaise. Il désigne une clairière (lēah) appartenant à un homme nommé *Bæddi. Il est attesté pour la première fois dans le Domesday Book, compilé en 1086, sous la forme Bedeslei.
L'élément Ensor provient quant à lui de la famille de Edneshoure ou Ednesore, originaire d'Edensor dans le Derbyshire, dont la présence à Baddesley est attestée à partir du début du XIIIe siècle ; le village est appelé Baddesley Endeshouer en 1327.

## Géographie
Baddesley Ensor est un village du Warwickshire, un comté des Midlands de l'Ouest. Il se situe dans le nord de ce comté, à 5 km à l'ouest d'Atherstone et à une dizaine de kilomètres au sud-est du centre-ville de Tamworth. La route A5, grand axe routier qui traverse l'Angleterre et le pays de Galles du sud-est au nord-ouest en suivant le tracé de l'ancienne voie romaine de Watling Street, passe au nord-est du village.
Au Moyen Âge, Baddesley Ensor relève du hundred de Hemlingford (en). Après l'abandon du système des hundreds, il est rattaché au district rural d'Atherstone (en) de 1894 à 1974, puis enfin au district non métropolitain du North Warwickshire depuis 1974.
Pour les élections à la Chambre des communes, Baddesley Ensor appartient à la circonscription de North Warwickshire.

## Histoire
Baddesley est décrit dans le Domesday Book comme un manoir de 2 hides au revenu annuel estimé à 10 shillings. Il a pour tenancier en 1086 un dénommé Guillaume, dont le seigneur est Thorkil ou Turchil. La population du village s'élève alors à 10 habitants. Le manoir passe à une date inconnue aux comtes de Warwick : Roger de Beaumont l'offre aux moines de l'abbaye de Garendon, qui le rendent ensuite à son fils Guillaume (en).
Le manoir de Baddesley reste dès lors aux mains des comtes de Warwick, qui le confient en fief à plusieurs tenanciers successifs. Cette tenure se transmet au sein de la famille Savage dans la première moitié du XIIIe siècle, puis passe par mariage à la famille d'Ednesor, d'où provient le deuxième élément du nom du village. Sa valeur annuelle est évaluée à 40 shillings en 1285. Au fil des héritages, le manoir revient à la famille Cokayn au début du XVe siècle.
Le dernier comte de Warwick, Édouard Plantagenêt, est condamné pour haute trahison et exécuté en 1499. Ses biens sont confisqués par la couronne anglaise, dont le manoir de Baddesley Ensor, qui est rattaché à l'honneur de Hinckley au sein du duché de Lancastre. Il est vendu par les Cokayn à la famille Leving au début du XVIIe siècle, puis est divisé entre plusieurs tenanciers quelques décennies plus tard. Il appartient depuis la fin du XVIIIe siècle à la famille Dugdale, dont le chef porte le titre de baronnet Dugdale (en) depuis 1936.
Un gisement de charbon commence à être exploité en 1850 au sud du village, à la limite entre les paroisses de Baddesley Ensor et Baxterley. La mine de charbon de Baddesley reste en activité jusqu'en 1989. Son histoire est marquée par un grave accident en 1882, lorsqu'une explosion tue plusieurs dizaines de sauveteurs envoyés au secours de mineurs piégés par un incendie.

## Démographie
Au recensement de 2011, la paroisse civile de Baddesley Ensor comptait 1 980 habitants.
| Année | Population |
| ----- | ---------- |
| 1801  | 371        |
| 1811  | 386        |
| 1821  | 535        |
| 1831  | 568        |
| 1841  | 579        |
| 1851  | 742        |
| 1881  | 932        |
| 1891  | 977        |
| 1901  | 1 121      |
| 1911  | 1 364      |
| 1921  | 1 537      |
| 1931  | 1 603      |
| 1951  | 1 699      |
| 1961  | 1 824      |
| 2011  | 1 980      |

## Culture locale et patrimoine
L'église paroissiale de Baddesley Ensor est dédiée à saint Nicolas. Elle est construite en 1848 par l'architecte Henry Clutton dans le style néogothique. C'est un monument classé de grade II depuis 1988.